# Louis Avril
Louis Avril (* 7. Juni 1807 in Steinach am Brenner, Kaisertum Österreich; † 27. Februar 1878 in Pointe-à-Pitre, Guadeloupe) war ein französischer Abgeordneter, der nach Belgien und in die Schweiz floh, nachdem Napoleon III. an die Macht gekommen war.

## Leben
Louis Avril war Lehrer im Département Isère. Er war ausserdem republikanisches Mitglied des Parlaments zur Zeit der Zweiten Französischen Republik. Nach dem misslungenen Aufstand der Republikaner vom 13. Juni 1849 floh Avril nach Belgien und später in die Schweiz, nach Genf und Lausanne. Im März 1851 unterzeichnete er in Lausanne einen Protest der französischen Flüchtlinge gegen ihre Internierung. Er wurde aus der Schweiz ausgewiesen, tauchte jedoch unter und unterschrieb den Aufruf zum bewaffneten Widerstand gegen den Staatsstreich Napoleons III. vom 2. Dezember 1851. Am 30. Dezember 1851 wurde er in Lausanne verhaftet und sofort nach Bern überführt. Am 15. Januar 1852 wurde er nach England ausgewiesen.

## Werke
- Mémoires d’un enfant du peuple, 1852.